# Fernando Sanz
Fernando Sanz Durán, né le 4 janvier 1974 à Madrid, est un footballeur espagnol. Il a été président du club espagnol de Málaga CF de 2006 à 2010.

## Biographie
Fils de Lorenzo Sanz, l'ancien président du Real Madrid de 1995 à 2000, Fernando Sanz fut formé au Real Madrid en tant que défenseur. Il poursuit son apprentissage au Chili, dans le club d'Unión Española pendant une saison. Il revient à Madrid et joue avec la réserve, puis en 1996, il débuta en équipe première. Il remporta avec cette équipe la Ligue des Champions en 1998, la supercoupe d'Espagne et le championnat espagnol en 1997. 
Il quitte le Real pour Malaga CF en 1999. Il y reste sept saisons, remportant la Coupe Intertoto en 2002. En 2006, il arrête sa carrière de footballeur. 
Il fut aussi international espagnol des moins de 17 ans en 1990-1991 à deux reprises.
Cette même année-là, son père rachète 97 % des parts du club de Malaga, et Fernando Sanz devient président de ce club. En tant que président, il vécut une montée, en terminant deuxième du championnat de D2 espagnole en 2007-2008. 
Le 14 juin 2010, Abdallah ben Nasser ben Khalifa Al Thani achète le club espagnol de football Málaga pour 36 millions d'euros. Le Qatarien devient président du club.

## Palmarès
- Avec le Real Madrid
  - Vainqueur de la Ligue des champions en 1998
  - Vainqueur de la Coupe intercontinentale en 1998
  - Finaliste de la Supercoupe de l'UEFA en 1998
  - Vainqueur de la Supercoupe d'Espagne en 1997
  - Champion d'Espagne en 1997
  - Finaliste de la Supercoupe de l'UEFA en 1998

- Avec le Málaga CF
  - Vainqueur de la Coupe Intertoto en 2002